# Universidad Metodista de Spartanburg
La Universidad Metodista de Spartanburg (en inglés, Spartanburg Methodist College, abreviada como SMC) es una universidad privada ubicada en Saxon, un área con dirección postal de Spartanburg, en el estado de Carolina del Sur, Estados Unidos. Fundada en 1911, la institución está afiliada a la Iglesia Metodista Unida y actualmente cuenta con una matrícula aproximada de 1,000 estudiantes (datos del período académico 2022-2023).

## Historia
La Universidad Metodista de Spartanburg tiene sus orígenes en el Instituto Industrial Textil (Textile Industrial Institute o TII, por sus siglas en inglés), fundado en 1911 por David English Camak (1880-1967), quien en ese entonces era pastor de la Iglesia Metodista Episcopal del Sur en la localidad de Spartan Mill. Inspirado por la descripción del Dr. Henry Nelson Snyder, presidente de Wofford College, sobre las duras condiciones laborales de los trabajadores de la industria textil del algodón en el sur de Estados Unidos, Camak decidió dedicar su vida a la misión de brindar educación y apoyo a estos trabajadores y sus familias.
Camak logró convencer a Walter S. Montgomery, presidente de Spartan Mill, para que le cediera una casa desocupada cercana a la iglesia, la cual convirtió en una escuela primaria y secundaria. La institución comenzó con solo un estudiante y un préstamo de 100 dólares. En un innovador acuerdo, los estudiantes asistían a la escuela durante una semana y trabajaban en la fábrica la siguiente, permitiéndoles combinar educación y empleo.
En 1912, la escuela fue adoptada como misión de la Conferencia de Carolina del Sur de la Iglesia Metodista Episcopal del Sur. Al año siguiente, se adquirió el campus actual, y los estudiantes comenzaron la construcción del edificio Charles P. Hammond, que aún se utiliza como residencia estudiantil en el siglo XXI.
En 1927, el TII amplió su oferta educativa e inició los primeros dos años de estudios a nivel universitario, preparando a los estudiantes para transferirse a instituciones de cuatro años o ingresar directamente al mercado laboral. Sin embargo, debido al aumento en la disponibilidad de escuelas públicas para las familias de los trabajadores textiles, el TII eliminó los cursos de escuela secundaria en 1940. En 1942, la institución fue renombrada como Spartanburg Junior College, nombre que mantuvo hasta 1974, cuando adoptó el actual Spartanburg Methodist College.
Entre sus alumnos destacados se encuentra Olin D. Johnston, quien fue gobernador de Carolina del Sur y senador de los Estados Unidos. La universidad ha evolucionado desde sus inicios como una institución de dos años hasta convertirse en una institución educativa flexible que ofrece programas de dos y cuatro años tanto en modalidad presencial (on campus) como en línea.

## Acreditaciones y afiliaciones
La Universidad Metodista de Spartanburg está acreditado por la Comisión de Universidades de la Asociación de Universidades y Escuelas del Sur y el Senado Universitario de la Iglesia Metodista Unida. Está afiliada a la Iglesia Metodista Unida y a la Conferencia Anual de Carolina del Sur.

## Académico
SMC ofrece seis títulos de asociado, una licenciatura personalizable con seis concentraciones, una licenciatura en administración de empresas y nueve programas de licenciatura y asociado 100 % en línea. Todos los títulos de licenciatura incluyen lo que SMC llama “The Camak Core”. El Camak Core, llamado así por el fundador de SMC, David English Camak, es un requisito de 6 cursos, o 18 horas de crédito de grado, de desarrollo profesional (habilidades blandas y experiencias para el éxito personal y profesional). Camak Core constituye un tercio del total de horas de licenciatura de los estudiantes.

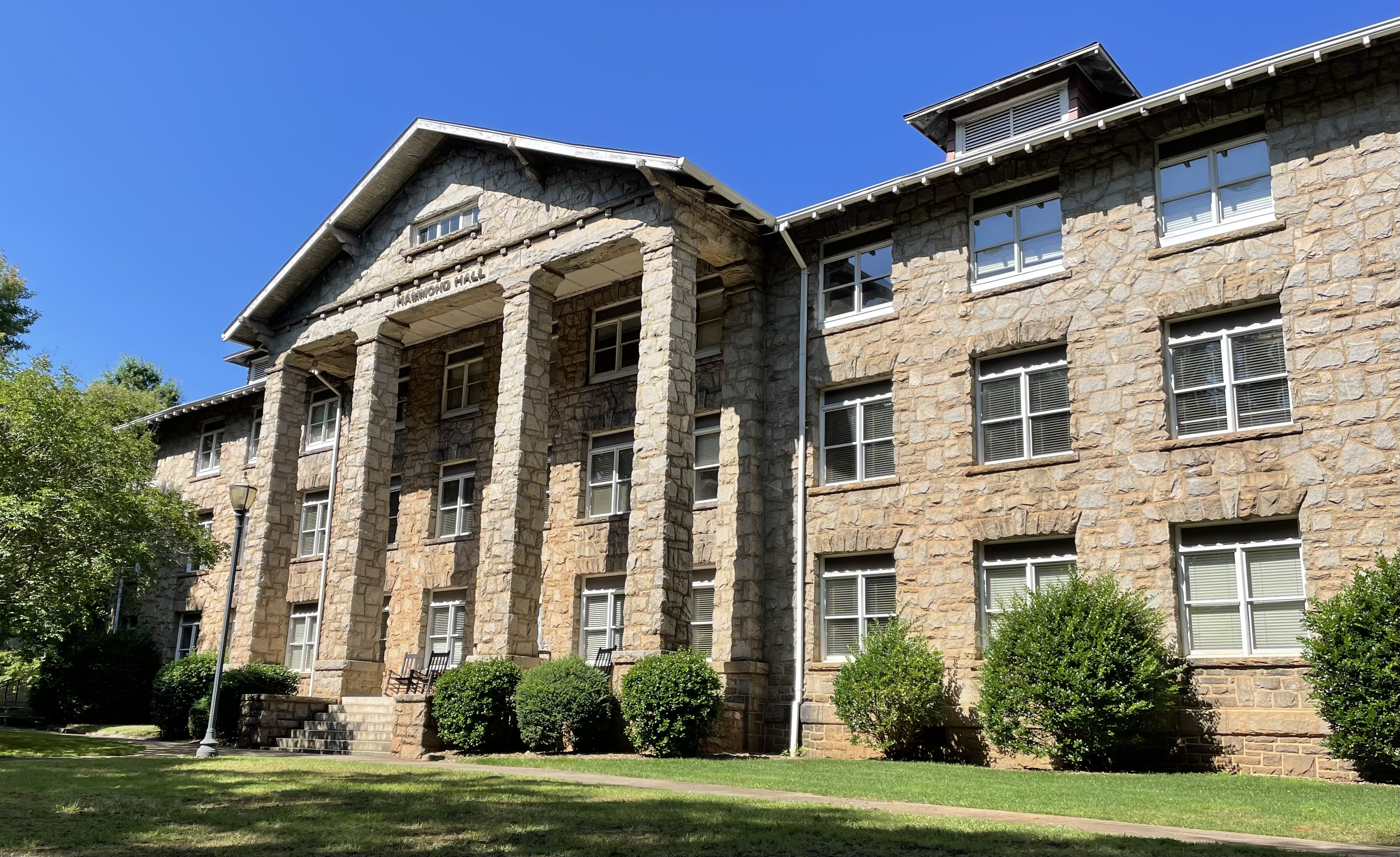
Hammond Hall

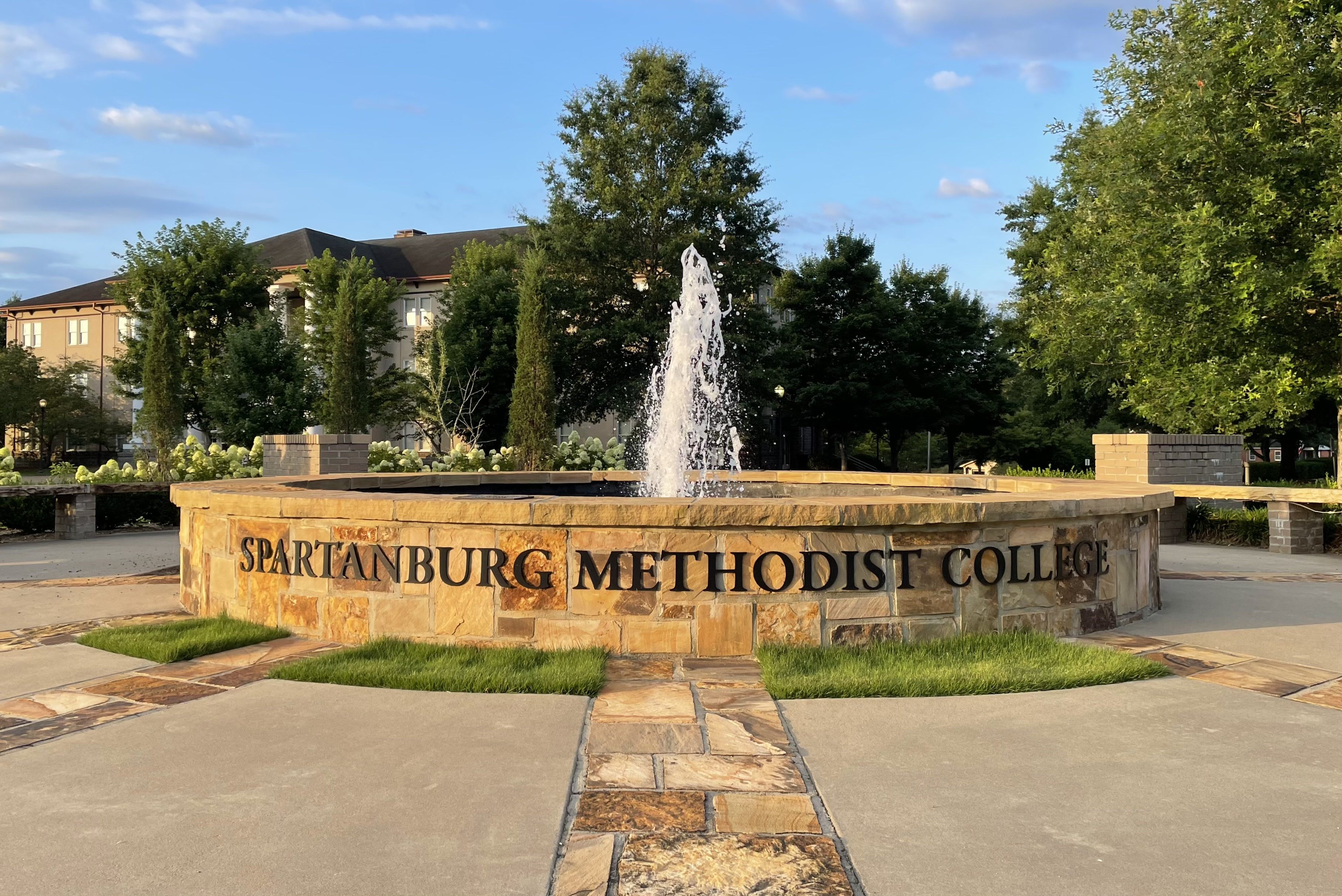
Keith Fountain

## Campus
SMC ocupa 110 acres cerca del borde occidental de los límites de la ciudad de Spartanburg, y se encuentra a una corta distancia en coche de la costa de Carolina del Sur y las laderas de Carolina del Norte, así como de las ciudades de Greenville, Asheville, Atlanta, Charleston y Charlotte. El campus cuenta con siete residencias estudiantiles (Willard, Hammond, Kingman, Parsons, Judd, Bridges y Sparrow) que son mixtas o exclusivamente femeninas. En la última década, SMC ha ampliado sus instalaciones en el campus. En 2012, se inauguró un nuevo edificio académico, Ellis Hall, que alberga nueve aulas, la librería, las oficinas académicas, incluida la oficina del vicepresidente de Asuntos Académicos, el Write Place, publicaciones estudiantiles, el Salón del presidente y el Auditorio Gibbs (que tiene capacidad para 275 personas). En 2019, se inauguró en el campus el Centro de Acondicionamiento Físico Moore Family, con una superficie de 4.000 pies cuadrados, que brinda a los estudiantes acceso a máquinas de aeróbic, pesas libres, máquinas de pesas y una sala de aeróbic.

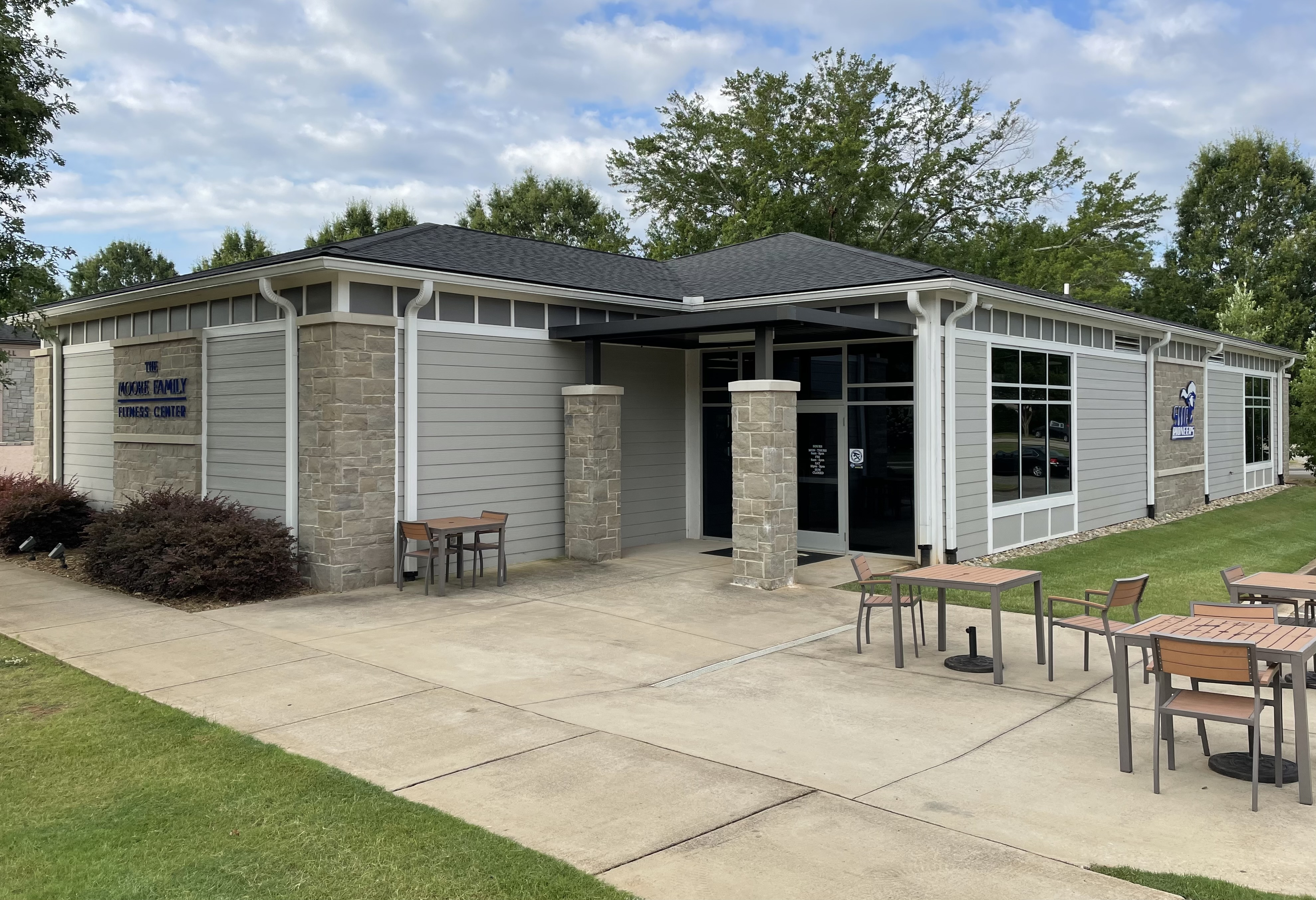
Moore Family Fitness Center

## Deportes
La Universidad Metodista de Spartanburg (SMC) ha sido históricamente miembro de la División I de la Región X de la Asociación Atlética Nacional de Universidades Juveniles (NJCAA). La Región X incluye universidades de Carolina del Norte, Carolina del Sur, Virginia y Virginia Occidental. Hasta el año académico 2024-2025, SMC ofrecía 14 programas atléticos interuniversitarios, entre ellos fútbol masculino y femenino, tenis masculino y femenino, golf masculino y femenino, baloncesto masculino y femenino, cross-country masculino y femenino, sóftbol, voleibol (interior y de playa), béisbol y lucha libre.
Los equipos atléticos de SMC han conseguido numerosos títulos regionales, divisionales y nacionales. El equipo de fútbol masculino ganó el campeonato nacional de la NJCAA en 1994, marcando un hito en la historia deportiva de la universidad. Otros equipos también se han destacado en competencias nacionales de la NJCAA División I en años recientes, como el golf femenino (tres posiciones individuales en el Top 50, 2011), el tenis masculino (puesto 26, 2010), la lucha libre (puesto 29, 2010), el cross-country masculino (2º lugar, 2012), el cross-country femenino (16º lugar, 2009), el medio maratón masculino y femenino (3º lugar, 2012) y el voleibol (16º lugar, 2009).
El 2 de octubre de 2023, se anunció oficialmente que Spartanburg Methodist College se uniría a la Asociación Nacional de Atletismo Intercolegial (NAIA) como miembro de la Conferencia Atlética Continental (Continental Athletic Conference) a partir del año académico 2024-2025. Además, el 17 de julio de 2024, se confirmó que SMC se unirá como miembro pleno a la Conferencia Atlética de los Apalaches (Appalachian Athletic Conference) para la temporada 2025-2026.